# Christoph Hein
Christoph Hein, född 8 april 1944 i Heinzendorf Schlesien, är en tysk författare, översättare, dramatiker och essäist.
Hein studerade filosofi och arbetade därefter som regiassistent och dramaturg. Sedan 1979 har han varit författare på heltid.
Christoph Hein är känd för sin framgångsrika novell Der fremde Freund som publicerades 1982 i DDR och i Västtyskland under namnet Drachenblut 1983.
Christoph Heins son är författaren och psykiatern Jakob Hein (född 1971).